# Bainoa
Bainoa, pleme Arawaka koje je u 16. stoljeću obitavalo na Haitima južno od planina San Nicolas i na jugozapadnom Santo Domingu sve do rijeke Maguana ili San Juan. Peter Martyr ih dijeli na: Amaquei, Anninici, Atiec, Attibuni (na rijeci Artibonite), Azzuei, Bauruco, Buiaz, Camale, Caunoa, Dabaigua, Dahibonici, Diaguo, Guahabba, Honorucco, Iacchi, Iagohaiucho, Maccazina, Maiaguarite, Neibaimao, Yaguana i Xaragua. 
Swanton je iz ove liste izbacio plemena Marien i Maguana koje on drži za posebne grupe.

## Vanjske poveznice
- Pre-Columbian Hispaniola  Arhivirana inačica izvorne stranice od 17. studenoga 2014. (Wayback Machine)